# Now and Then (película)
Now and Then  (Amigas para siempre en España y Argentina o Los recuerdos del ayer en Latinoamérica) es una película de 1995 dirigida por Lesli Linka Glatter e interpretada por  Christina Ricci, Rosie O'Donnell, Thora Birch, Melanie Griffith, Gaby Hoffmann, Demi Moore, Ashleigh Aston Moore y Rita Wilson.
Fue filmada en Savannah, Georgia. Ha sido referida como una versión femenina de Stand by Me. 

## Argumento
En 1991, cuatro amigas de la infancia se reúnen en su ciudad natal de Shelby, Indiana. Samantha Albertson (Demi Moore), una escritora de ciencia ficción, narra la historia, como adolescente (interpretada por Gaby Hoffmann), Samantha era considerada la chica "rara" a la que le gustaba realizar sesiones de espiritismos y estaba interesada en la ciencia ficción y lo sobrenatural. Roberta Martin (Rosie O'Donnell), doctora, era una persona dura (interpretada por Christina Ricci) cuya madre murió cuando tenía cuatro años. Chrissy Dewitt (Rita Wilson), que vive en el hogar de su infancia, está casada y está a punto de dar a luz a su primer hijo, como una joven ingenua (interpretada por Ashleigh Aston Moore), su madre protegía demasiado de ella. Tina "Teeny" Tercell (Melanie Griffith) es una exitosa actriz de Hollywood; de niña (interpretada por Thora Birch), siempre había soñado con la fama.
Teeny y Samantha no han visitado su ciudad natal en años.
La historia se remonta en 1970, cuando las chicas tenían dos objetivos: ahorrar suficiente dinero para comprar una casa del árbol y evitar a los hermanos Wormer.

## Recepción
La película fue estrenada el 20 de octubre de 1995, y fue un éxito comercial. 

## Banda sonora
Columbia Records lanzó un álbum de banda sonora el 17 de octubre de 1995. Excepto por la canción de los créditos finales de Thompson Twins, el álbum se compuso de canciones de los años 60 y 70.
1. "Sugar, Sugar" - The Archies
2. "Knock Three Times" - Tony Orlando and Dawn
3. "I Want You Back" - The Jackson 5
4. "Signed, Sealed, Delivered I'm Yours" - Stevie Wonder
5. "Band of Gold" - Freda Payne
6. "Daydrem Believer" - The Monkees
7. "No Matter What" - Badfinger
8. "Hitchin' a Ride" - Vanity Fare
9. "All Right Now" - Free
10. "I'm Gonna Make You Love Me" - Supremes/Temptations
11. "I'll Be There" - The Jackson 5
12. "Now and Then" - Susanna Hoffs
13. "Hold Me Now" - Thompson Twins

## Elenco
- Rosie O'Donnell como Roberta Martin.
  - Christina Ricci como joven Roberta Martin.
- Melanie Griffith como Tina "Teeny" Tercell.
  - Thora Birch como joven Tina "Teeny" Tercell.
- Demi Moore como Samantha Albertson.
  - Gaby Hoffmann como joven Samantha Albertson.
- Rita Wilson como Chrissy DeWitt.
  - Ashleigh Aston Moore como joven Chrissy DeWitt.
- Devon Sawa como Scott Wormer.
- Lolita Davidovich como Mrs. Albertson
- Rumer Willis como Angela Albertson.
- Cloris Leachman como Grandma Albertson.
- Hank Azaria como Bud Kent.
- Bonnie Hunt como Mrs. DeWitt
- Janeane Garofalo como Wiladene.
- Walter Sparrow como "Crazy Pete".
- Bradley Coryell como Wormer Brother.
- Travis Robertson como Wormer Brother.
- Justin Humphrey como Wormer Brother.
- Brendan Fraser como Veterano de Vietnam.